# Małżeństwo osób tej samej płci w Finlandii
     Małżeństwo
     Rejestrowany związek partnerski
     Konkubinat
     Konstytucja definiuje małżeństwo jako związek kobiety i mężczyzny
     Związki jednopłciowe nieuznawane

Status prawny związków osób tej samej płci w Europie:
Małżeństwo
Rejestrowany związek partnerski
Konkubinat
Konstytucja definiuje małżeństwo jako związek kobiety i mężczyzny
Związki jednopłciowe nieuznawane

Małżeństwa osób tej samej płci w Finlandii są legalne od 1 marca 2017. 
28 listopada 2014 fiński parlament przyjął ustawę dotyczącą małżeństw jednopłciowych. 105 parlamentarzystów opowiedziało się za zmianą prawa, 92 było przeciw. Nowe prawo zrównuje prawa małżeństw jednopłciowych z różnopłciowymi i pozwala im na adopcję dzieci. Był to pierwszy w historii Finlandii przypadek przyjęcia prawa w drodze obywatelskiej inicjatywy ustawodawczej. Złożony wcześniej w tej samej sprawie projekt poselski został odrzucony przez komisję i nie trafił pod obrady plenarne.
„Finlandia musi dążyć do stania się państwem, w którym dyskryminacja nie istnieje, prawa człowieka są przestrzegane, a dwoje dorosłych ludzi może wziąć ślub, niezależnie od ich orientacji” – napisał centroprawicowy premier Alexander Stubb w liście otwartym przed głosowaniem.
Finlandia była ostatnim krajem nordyckim, który nie wprowadził równości małżeńskiej.
Pary jednopłciowe mogą wziąć ślub od 1 marca 2017. Jednocześnie pary, które wcześniej zarejestrowały związek partnerski, będą uznawane za małżeństwo pod warunkiem złożenia notyfikacji w urzędzie stanu cywilnego. Zarazem Finlandia przestała rejestrować nowe związki partnerskie.
Prawo wpływa również na sytuację osób transpłciowych. Od osób poddających się operacji korekty płci nie jest już wymagane, aby były stanu wolnego.